# 克利希大道

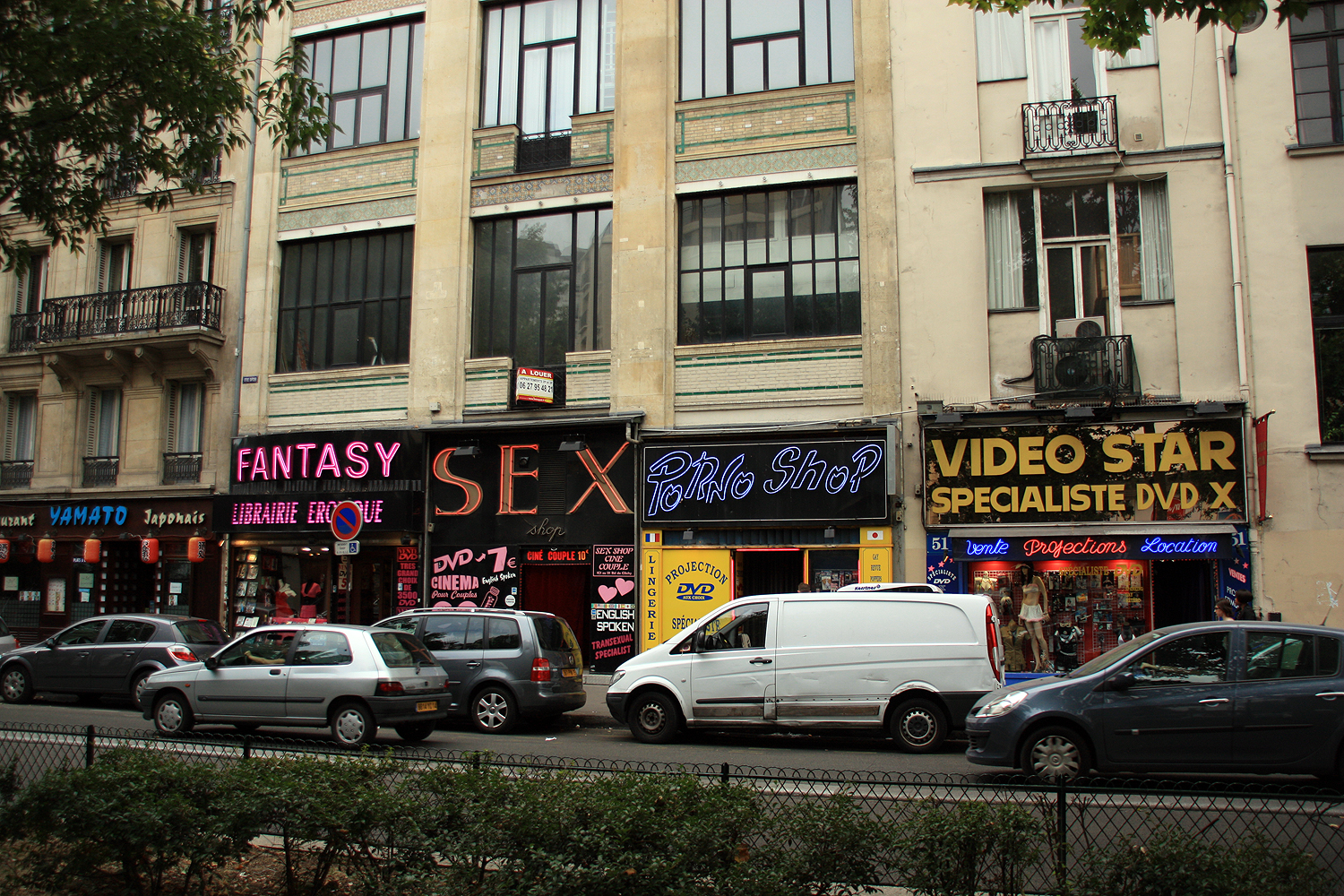

克利希大道（法語：Boulevard de Clichy，法語發音：[bulvaʁ də kliʃi]），法國巴黎的一條知名街道，得名自克利希广场。

## 知名建築
- 6號：印象派画家埃德加·德加的住處。
- 11號：法國政治家泰奧菲勒·德爾卡塞的府第，部分單位曾出租予多名畫家，包括巴勃羅·畢卡索。
- 12號：畫家威廉·迪迪埃-普吉（英语：William Didier-Pouget）曾於此處設立工作室。
- 65號：畫家讓-里奧·傑洛姆曾於此處設立工作室[1]；亨利·德·土魯斯-羅特列克亦可能曾居住於此[2]；聖麗塔教堂（英语：Sainte-Rita, Paris）設於一樓[3]。
- 72號：巴黎情色博物館
- 77號：朱爾斯費里高中（英语：Lycée Jules-Ferry (Paris)）[4]
- 82號：紅磨坊

## 伸延閱讀
- Dictionnaire des rues de Paris
- Paris Guide 1807 – Librairie Internationale